# Walter Müller (Politiker, 1959)
 Walter Erich Müller  (* 13. Februar 1959 in Bremerhaven) ist ein bremischer Politiker (Die Linke, dann Wählervereinigung Für Bremerhaven).

## Biografie

### Ausbildung und Beruf
Müller schloss seine Schule mit einem Hauptschulabschluss ab. Anschließend absolvierte er eine Lehre als Dreher. Später erreichte er den Abschluss zum Handelsfachwirt und belegte dann an der Hochschule Bremerhaven ein Studium der Betriebswirtschaftslehre, welches er im April 2008 mit dem Diplom abschloss. Zurzeit ist er als Vollzeit-Politiker tätig.

### Politik
Müller war seit 2005 Mitglied in der Linkspartei und wurde für sie Partei-Sprecher in Bremerhaven. Er war seit der Wahl im Jahre 2007 Mitglied der Bremischen Bürgerschaft. Dort im Ausschuss für Angelegenheiten der Häfen im Lande Bremen (ohne Stimmrecht) und in der staatlichen Deputation für den Fischereihafen vertreten. Müller ist außerdem Stadtverordneter in Bremerhaven.
Am 31. Januar 2011 erklärte Müller den Austritt aus der Partei Die Linke, nachdem er sich bei der Aufstellung der Kandidaten zur Bürgerschaftswahl übergangen fühlte. Im Anschluss gründete er die Wählervereinigung Für Bremerhaven. Diese trat bei der Bürgerschaftswahl in Bremen 2011 im Wahlbereich Bremerhaven sowie bei der zeitgleich stattfinden Wahl zur Stadtverordnetenversammlung an. Bei der Bürgerschaftswahl erreichte die Wählervereinigung einen Anteil von 0,2 % der Stimmen. In Bremerhaven wurde Walter Müller für die Wählervereinigung in die Stadtverordnetenversammlung gewählt.